# Juge-mage

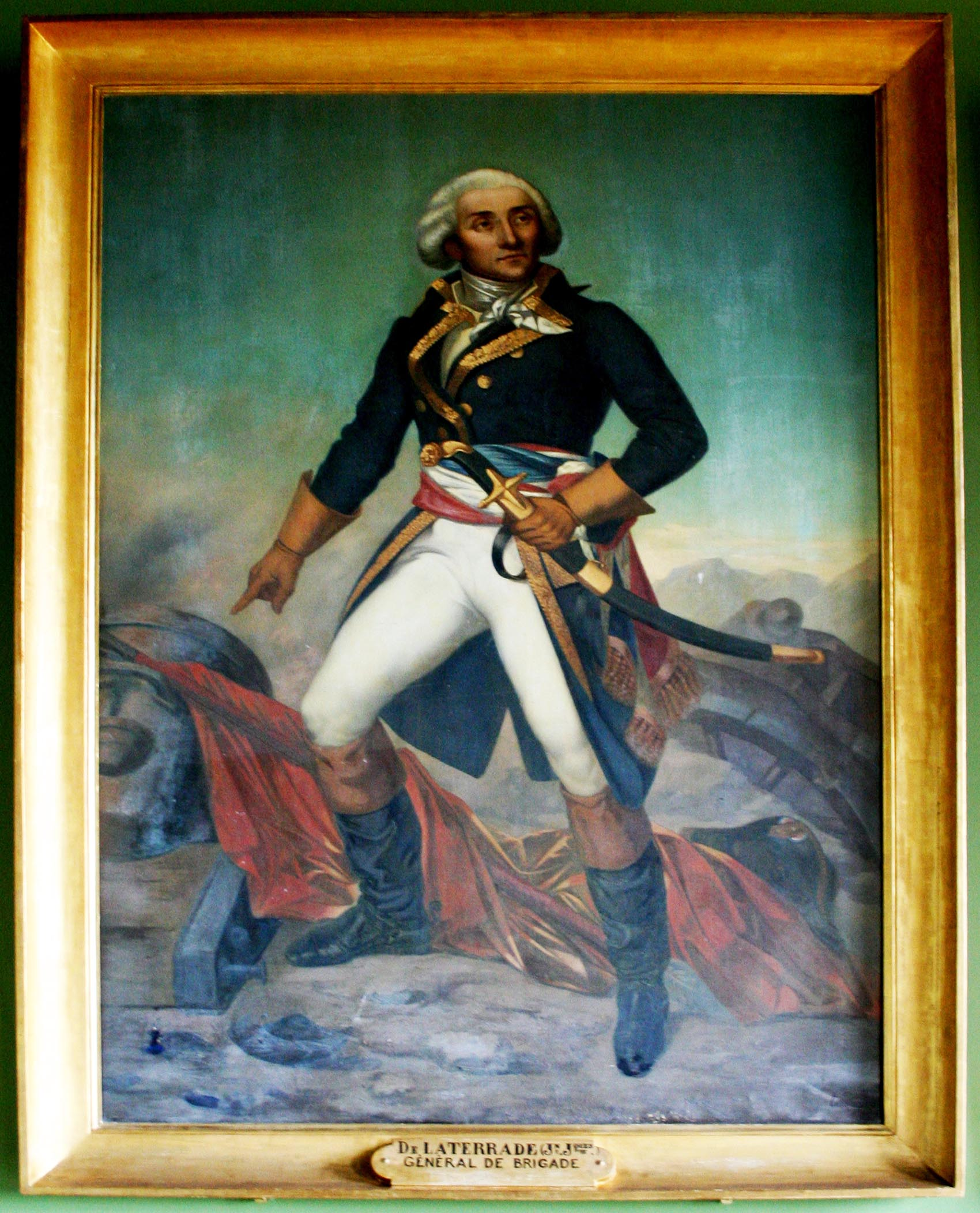
Jean-Jacques de Laterrade, dernier juge-mage de la Sénéchaussée d'Armagnac.

Le juge-mage, parfois écrit juge-maje, du latin judex major (« grand juge ») est une ancienne fonction juridique variant selon les lieux et les époques.
Depuis l’Antiquité romaine le judex major était le premier juge d’un tribunal. 

## Royaume de France
Dans les circonscriptions de la France de l’Ancien Régime des sénéchaussées (de la fin du XVIe siècle à la Révolution), le juge-mage, également appelé lieutenant général, venait dans la hiérarchie immédiatement après le sénéchal.  Il ne faut pas confondre la charge de lieutenant général avec le grade militaire de lieutenant-général en usage dans diverses armées, ou des charges sensiblement différentes portant ce titre. La charge était achetée. Le sénéchal lui déléguait ses pouvoirs de justice pour se consacrer à l’administration et au domaine militaire. 
Certaines villes avaient leur juge-mage, premier officier de la juridiction.
En France, cette fonction disparut à la Révolution.

### Juges-maje de Bigorre
Liste des juges-majes de Bigorre qui nous sont parvenus.
- 1488 Raymond de Cazarré
- 1545 Domenge de Mesmes
- 1550 Arnaud de Cazarré
- 1568 le Sieur de Galosse,
- 1584 Pierre de la Barrière
- 1612 Jean de Pujo, seigneur de Caixon
- 1556 Jacques de Pujo, seigneur de Caixon
- 1684 Jean d'Aignan, baron de Castelvieilh
- 1704 Le baron de Castelvieilh, frère du précédent
- 1720 M de Pujo-Verdun, seigneur de Lafitole
- 1730 Ambroise de Pujo
- 1770 M de L'Assus de la Devèze, dernier juge-maje

## Principauté de Savoie
Dans le cadre de l'administration du comté, puis le duché de Savoie, les princes de Savoie ont mis en place, à partir du XIIIe siècle, des baillis ainsi que des juges de bailliage, dits juges-mages,,. À partir de 1260 dans le bailliage de Savoie, puis plus tard dans les territoires contrôlés. Ils remplacent peu à peu les châtelains dans certaines prérogatives dans le cadre judiciaire, ils deviennent de fait les exécuteurs des jugements rendus. Ils rendent la justice « dans le cadre des judicatures, largement calquées sur les limites des bailliages » et ce de manière itinérante. Ils prononcent des « sentences relatives aux causes qui dépassaient la compétence des châtelains [et examinent] les candidats au notariat ». Au-dessus de cette justice, selon les territoires, une cour d'appel est instituée, celle de Savoie remonte à 1329. Le Pays de Vaud et le val d'Aoste relèvent quant à eux du droit coutumier.
Avec la mise en place des Statuts de Savoie (1430), le juge-mage devient judex ordinarius. Il doit être présent dans chaque centre des provinces du duché de Savoie. De la mise en place des Statuts jusqu'aux Royales constitutions de 1723, le juge-mage « connaît des procès civils et criminels portés devant lui ou intervenant entre les habitants du ressort de sa judicature [... Il] connaît des causes criminelles qui peuvent se résoudre par des condamnations pécuniaires ou même des condamnations corporelles, à l'exclusion de la peine de mort [... Il] peut juger définitivement jusqu'à la somme de 25 florins en matières personnelles [...] ».
L'institution devient une « juridiction intermédiaire entre les juges seigneuriaux et le Sénat »[réf. à confirmer]. Laurent Chevailler dans son étude sur le Sénat de Savoie indique que « la carrière des juges-mages n'empêchait point leur compétence et leurs attributions de varier de région à région, et même de judicature-mage à judicature-mage. ». Cette magistrature disparaît lors de l'Annexion du duché de Savoie à la France en 1860.